# 香港特別行政區成立二十五周年紀念

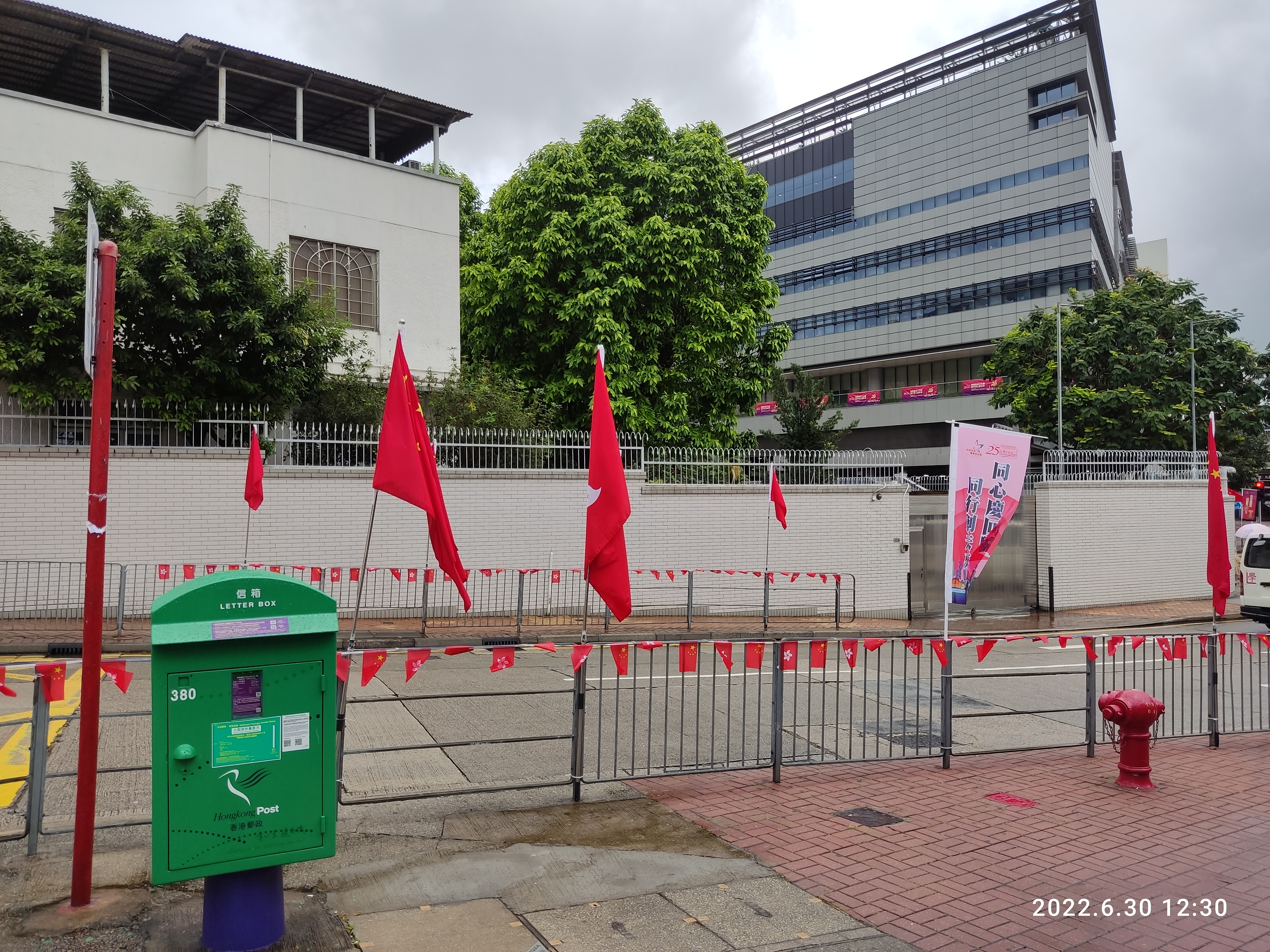
九龍塘德雲道一帶有愛國團體掛上國旗和區旗

香港特別行政區成立二十五周年紀念是香港特別行政區在2022年為慶祝香港特區成立二十五周年而舉行的一系列活動。

## 慶祝活動主題
慶祝活動主題為「砥礪奮進廿五載，攜手再上新征程」。
- 「砥礪奮進廿五載」—— 確保香港穩定繁榮，長治久安

前句展示香港雖然歷經種種挑戰，如2019年爆發的反修例示威、2020-2022年突如其來的2019冠狀病毒病疫情，但香港人仍憑堅毅不屈精神，化危為機，遇強越強。
- 「攜手再上新征程」—— 把握機遇，融入國家發展大局

後句則表示，國家進入國內國際雙循環的發展格局下，香港將融入國家發展大局（如《十四五規劃綱要》和大灣區建設），為香港市民和企業帶來龐大的發展機遇，一起開創未來。

## 主題曲《前》
為慶祝香港回歸祖國25週年，香港特區政府推出由香港電台製作的主題曲《前》。
- 作詞、監製：陳少琪
- 作曲、編曲：張家誠
- 參與歌手：譚詠麟、張學友、劉德華、鍾鎮濤、陳慧嫻、草蜢、李克勤、容祖儿、黃妍、陳柏宇、楊千嬅、雷有輝、呂方、張杰、張靚穎、伍珂玥、梁漢文、林峯、衛蘭、李幸倪、江海迦、菊梓喬、吳若希、胡鴻鈞、林曉峰、蕭凱恩、炎明熹、曾比特[3]

## 前期準備
- 香港政府因2019冠狀病毒病疫情依然嚴峻，所有參與慶祝活動的官員/相關人士將在6月23日起進行「點對點」閉環管理，即是不乘坐公共交通，不參加聚集性活動，並嚴格做好個人防護，出席者亦要每天到政府指定的檢測中心進行核酸檢測；到出席活動前一日，亦要入住政府安排的酒店進行閉環管理。[4]
- 香港警務處稱為震懾本土恐怖主義份子和確保市民安全慶祝回歸，機場特警為慶典保安工作進行周密部署，包括加強內部和跨部門演習，以及增購行動所需裝備，當中頭盔和避彈衣更為輕便，新添的防毒面具視野更佳，有助提升整體反恐效率。[5]
- 6月24日，警方首次出動國產新型「劍齒虎」裝甲車，並出動近20名反恐特勤隊及半百機動部隊人員到立法會大樓及政府總部附近巡邏。[6]
- 6月25日凌晨，香港會展新翼兩邊（博覽道及博覽道東）通往金紫荊廣場的一段路面均已封閉，大批工人已在場放置近2米高的巨型水馬及出入口閘門，為七一慶典做準備。[7]

## 黨和國家領導人視察香港

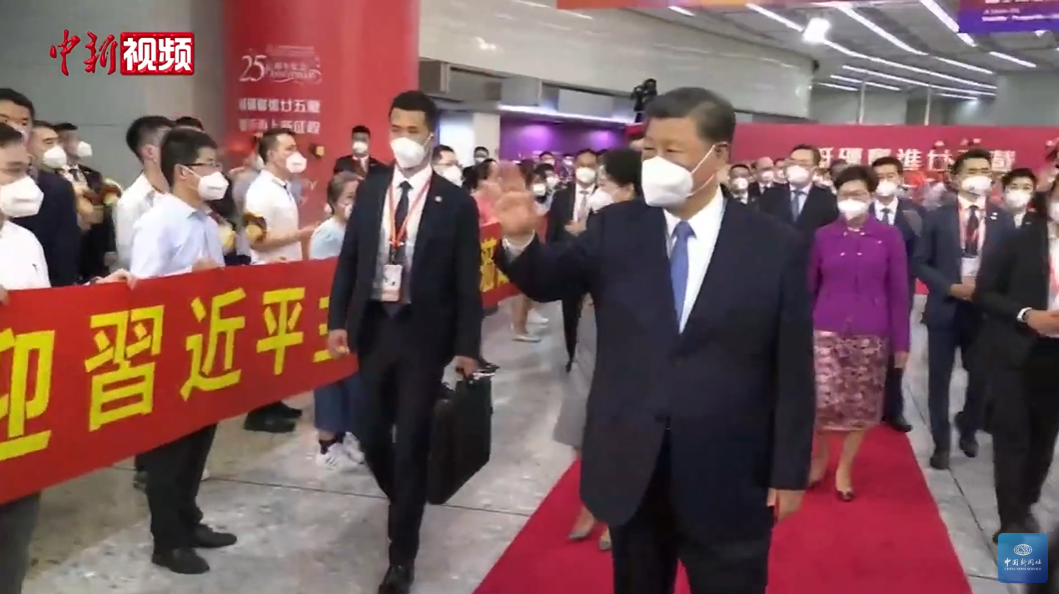
中共中央总书记习近平乘专列抵达香港西九龍站後，大堂有代表迎接，高叫「歡迎歡迎」

6月初，部分香港、台灣媒体揣测，中共中央總書記、國家主席、中央軍委主席習近平可能參照五年前的安排，赴港參與慶祝活動及主持香港第六屆特區政府宣誓就職儀式。
6月25日，新華社指出習近平將出席慶祝香港回歸祖國25周年大會暨第六屆特區政府就職典禮。
6月30日下午三時，中共中央總書記習近平及夫人彭麗媛，與其他黨和國家領導人乘坐高鐵專列抵達香港西九龍站，香港現任行政長官林鄭月娥、候任行政長官李家超、全國政協副主席梁振英等人出席歡迎儀式。
7月1日下午一時，在卸任行政長官林鄭月娥、新任行政長官李家超及伉儷陪同下，中共中央總書記習近平及夫人彭麗媛完成訪港行程並啟程回京。

## 重大慶祝活動（由特區政府主辦）

### 升旗儀式
7月1日上午8時，慶回歸25周年升旗儀式時在香港會議展覽中心外的金紫荊廣場舉行。第六任行政長官李家超和政府官員出席升旗儀式。是次升旗儀式是香港警隊儀仗隊和步操隊首次以中式步操進場，以普通話口令執行升旗禮。升旗儀式結束後，飛行服務隊直升機分別懸掛國旗及區旗飛越維港，滅火輪在維港海面噴水致敬。

### 「飛越維港慶回歸」（政府飛行服務隊主辦）
7月1日早上8時許，政府飛行服務隊採用由固定翼飛機和直升機組成的四機編隊，在金紫荊廣場的升旗儀式期間，飛越金紫荊廣場並展示國旗和特區旗，向國旗和區旗敬禮。

### 慶祝大會暨第六屆特區政府就職典禮

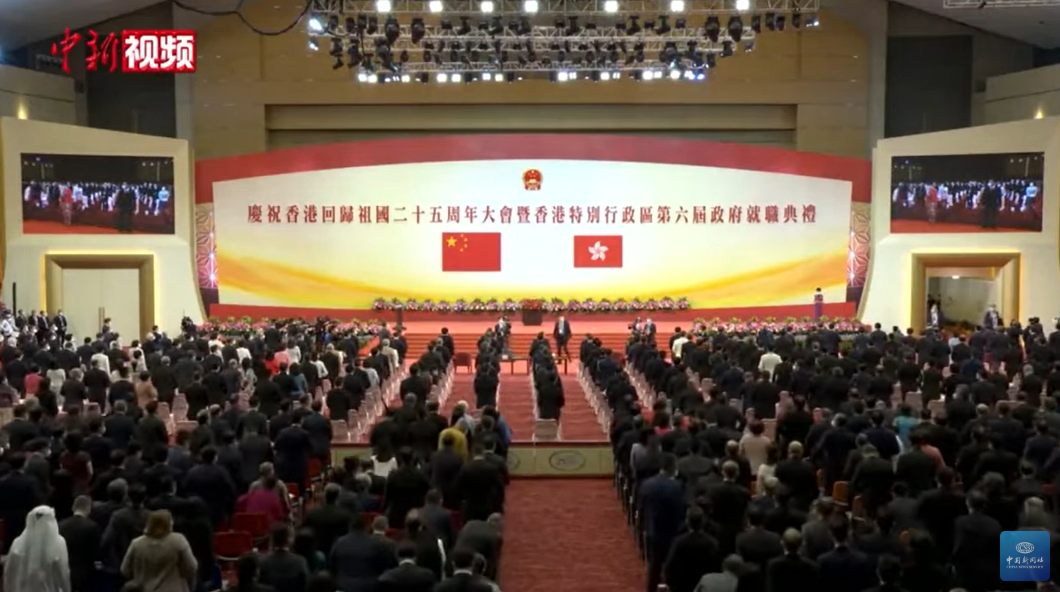
慶祝大會暨第六屆特區政府就職典禮在灣仔會議展覽中心新翼大禮堂舉行

「慶祝香港回歸祖國25周年大會暨第六屆特區政府就職典禮」於2022年7月1日上午10時舉行，中共中央總書記、國家主席、中央軍委主席習近平出席，監督新领导班子宣誓，並發表重要講話。

### 文藝晚會

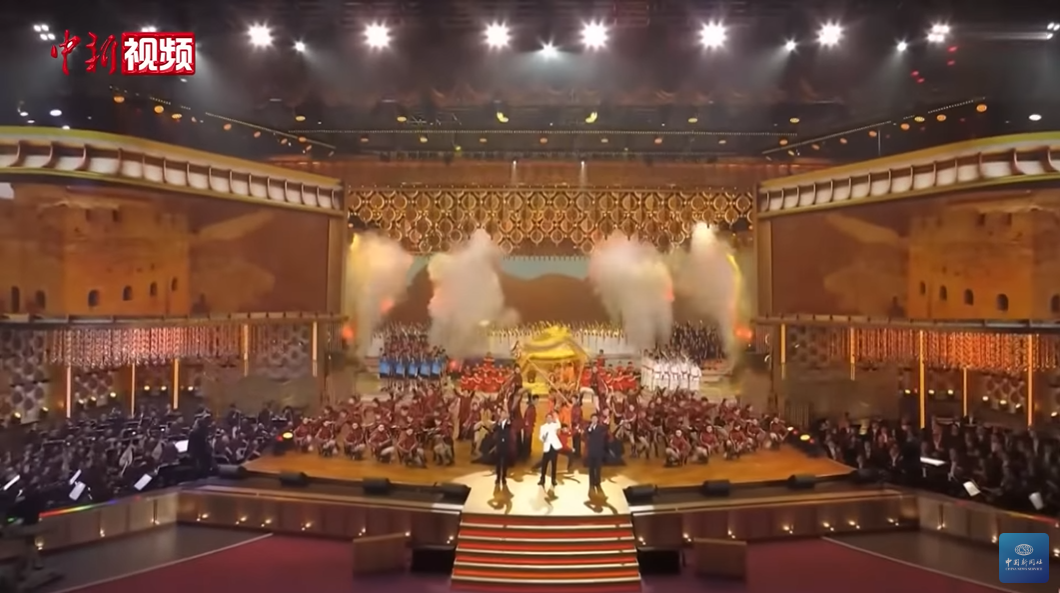
因颱風暹芭襲港並使香港天文台發出八號東南烈風或暴風信號，文艺晚会最後改以錄播形式播出

由康樂及文化事務署策劃，電視廣播有限公司製作的「慶祝香港回歸祖國二十五周年文藝晚會」於紅磡香港體育館舉行，並於2022年7月1日在香港各大電視台播放。 由於「颱風暹芭」襲港，使香港天文台發出八號東南烈風或暴風信號，晚會最後改以錄播形式播出。網上曾流傳一份參與回歸晚會藝人名單，包括劉德華、張學友、黎明、郭富城、譚詠麟、林子祥、葉蒨文、李克勤、容祖兒、Twins、楊千嬅、古巨基、炎明熹、呂方等人。但最後只有四大天王之一的劉德華、譚詠麟、謝霆鋒、泳兒、王灝兒、李幸倪、成龍、陳偉霆、姚焯菲、鍾柔美、詹天文等有現身。

### 「幻彩詠香江」特別版
由於第五波疫情嚴峻，亦受制於限聚令，港府停辦煙花匯演，但上演以光影激光效果為主的「幻彩詠香江」加強版。「幻彩詠香江」加強版將在7月1日至7月31日起正式推出，香港旅遊發展局將以探射燈、激光、LED屏幕和燈光將點亮維港，以天空為舞台，打造戶外視聽盛宴。 除外，旅發局7月每晚將會呈現「維港光影匯演」，在「幻彩詠香江」的基礎上增添4大元素，包括多元燈光效果震撼視覺、政府總部及立法會大樓獨特光影、大廈LED屏幕/幕牆內容結合交響樂，以及天星小輪換新裝。維港兩岸逾50幢大廈及地點，將打造以「香港新征程」為主題的音樂光影匯演。由於7月1日及2日懸掛八號東南烈風或暴風信號，旅發局宣布活動連續兩日暫停。

### 香港故宮開幕
香港故宮文化博物館於6月22日舉行開幕典禮，並將於7月2日正式開放予公眾參觀。特區政府聯同國家文化和旅遊部主辦開館儀式。國家文物局局長李群、北京故宮博物院院長王旭東等專程赴港參與，行政長官林鄭月娥於儀式致辭並剪綵。

## 其他慶祝活動

### 由特區政府舉辦的其他活動

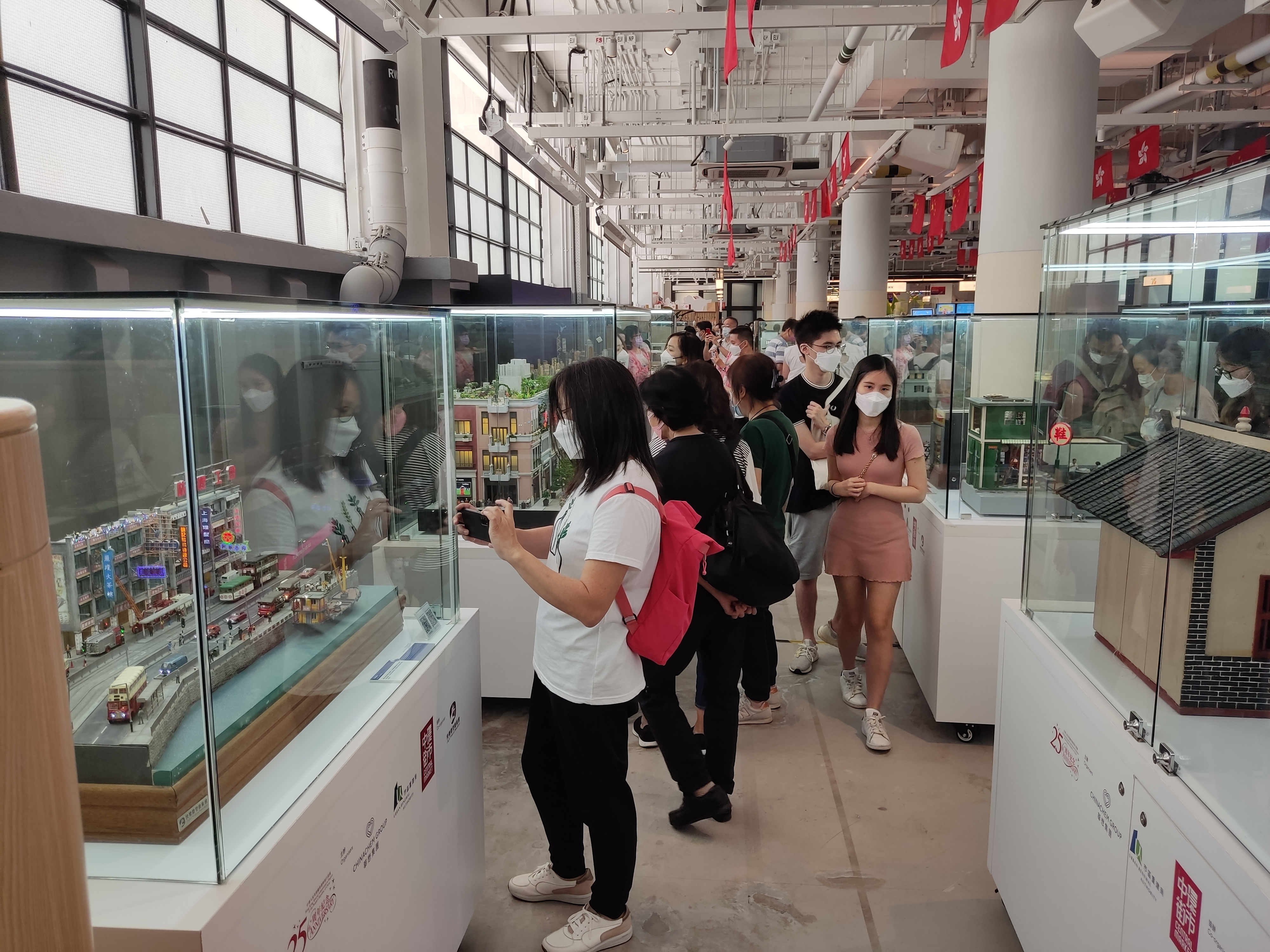
縮微香港街景展在中環街市舉行

- 6月中旬開始，特區政府在多地掛起慶回歸「砥礪奮進廿五載　攜手再上新征程」宣傳標語，與市民同享歡樂氣氛。[28]
- 康文署轄下香港科學館及香港太空館的常設展廳（天象廳節目除外），將於7月1日免費開放。[29]
- 教育局邀請香港11間傳統名校之師生錄製《我和我的祖國》，以擴闊學生的音樂及文化視野，並加深對中華文化的認識，培養家國情懷和國民身份認同。[30]參與學校包括：庇理羅士女子中學、拔萃男書院、拔萃女書院、協恩中學、英皇書院、喇沙書院、皇仁書院、嘉諾撒聖心書院、聖保羅書院、聖士提反女子中學、九龍華仁書院。[31]
- 香港市建局斥1000萬推5個官方認可慶祝活動，如中環街市《細塑今昔•智建未來》微型藝術展由市區重建局及華懋集團合辦，而其他慶祝活動亦包括藝術科技展覽、社區導賞、繪畫、攝影比賽和城市定向等。[32]
- 廉政公署舉辦「廉政公署開放日2022」，向公眾展示「堅決反貪 從未改變」的初心，繼續與巿民攜手維護廉潔公平的核心價值。開放參觀設施包括展覽廳、錄影會面室、列隊認人室、扣留中心及槍械設備等，參加者將以分組導賞形式由廉政公署人員帶領進行參觀，每場導賞團為時約105分鐘。

### 由香港警務處主辦
為慶祝回歸25週年，香港警務處將推出以下活動：
- 7月2日：發布紀錄片《守護我城·同心同行25載》
- 7月30日及31日：「樂韻警聲頌銀禧」慈善音樂會
- 8月6、7、13、14日：舊油麻地警署開放日
- 8月1日至31日　警隊IG濾鏡相片拍攝比賽
- 9月24日：聯合步操大匯演（由中國人民解放軍駐香港部隊與特區政府紀律部隊聯合舉行）
- 9月：警隊博物館慶祝香港回歸與國家安全展覽

### 由特區政府駐外地辦事處主辦

#### 中國大陸
- 廣東省廣州市： 5月25日，香港駐廣州經濟貿易辦事處在廣州中信廣場舉辦「此刻‧更愛香港」慶回歸25周年活動，展出香港懷舊建築模型，其中包括上環西港城及舊灣仔郵政局。[34]
- 湖北省武漢市：5月30日，香港駐武漢經濟貿易辦事處宣布將在湖北省、湖南省、河南省、山西省、江西省等中部五省舉辦「香港周」、香港大學生暑期實習計劃等多項文化與青年交流活動。而在武漢，「金庸專題展」和「長江情系香江」音樂會亦將舉行。[35] 除外，主題為「砥礪奮進廿五載 攜手再上新征程」的香港特別行政區成立25周年巡迴展7月1日起在武漢揭幕，特區政府駐漢辦今日舉行展覽揭幕儀式，在鄂香港各界人士代表等出席並觀看香港特別行政區第六屆政府就職典禮視頻直播。[36]
- 四川省成都市：6月13日，香港駐成都經濟貿易辦事處主辦「2022港蓉健步周」系列慶祝活動，健步周合港味集市、香港文化時光牆等沈浸式互動體驗於一身，並推廣蓉港兩地人民的交流。[37]

#### 外國
- 加拿大： 6月1日，香港駐多倫多經濟貿易辦事處與香港藝術中心合辦的「超越界限：重塑香港日常」藝術展覽，香港旅加移民社團及學術機構舉辦的香港粵語服飾藏品展演等活動登場，以慶祝香港回歸25周年。[38]
- 德国： 6月2日，香港駐柏林經濟貿易辦事處舉辦名為「光影浪潮：香港電影新動力」的香港電影劇照展覽，以慶祝香港特區成立25周年。經貿辦亦將在德國、奧地利、捷克、波蘭和瑞士舉辦電影節、慶祝晚宴、街頭美食節等慶回歸活動。[39]
- 美国：6月12日，在香港駐紐約經濟貿易辦事處的支持下，第43屆波士頓香港龍舟節在6月12日於Riverbend公園舉行，約48支參賽隊伍參賽。[40]
- 日本：6月5日，「香港盃」龍舟賽在日本橫濱海旁舉行，而經貿辦在賽事會場設立攤位，向公園遊人及賽事觀眾介紹有關香港的資訊。經貿辦希望透過龍舟賽促進兩地文化交流，並加深各界對香港的認識。[41]
- ：6月14日，香港駐悉尼經濟貿易辦事處在澳洲悉尼舉辦商務午餐會慶祝香港特區成立二十五周年，並分享香港綠色和可持續金融的最新發展。[42]

### 由政治團體/組織主辦
- 香港政研會聯同新家園協會舉辦《多元共融頌回歸》活動，本港多個少數族裔團體一同參與。參加者舉起巨型國旗合唱國歌，隨後唱出《獅子山下》等歌曲。此外，亦有尼泊爾裔、巴基斯坦裔等少數族裔少女即場進行舞蹈表演，增添節日氣氛。參與少數族裔團體如下：印度會、多明尼加共和國經濟文化交流促進會、香港尼泊爾聯會、香港回教信託基金總會、香港非洲中心（African Community Hong Kong）、香港孟加拉協會（Bangladesh Association of Hong Kong）[43]
- 香港教育工作者聯會、培僑書院及南方報業傳媒集團聯合推出訪談節目《港故事——香港回歸25年25人訪談錄》，分別於2022年8月27及2022年9月4日起在香港開電視和有線財經資訊台播出。[44]

### 由文化團體主辦
- 9月2至3日，香港管弦樂團於香港文化中心音樂廳舉辦三場「廖國敏 x Johnny Yim｜時光漫遊」音樂會，演出嘉賓包括歌手炎明熹、詹天文及冼靖峰。[45]

### 由地區團體主辦
- 5月26日，香港南區各界慶祝香港回歸祖國25周年活動籌備委員會今日（26日）在南區華貴社區會堂舉行成立啟動禮。[46]，並與社區團體和機構合作，舉辦「南區節」並開展各項回歸活動，其中包括文藝表演、社區健康日、青少年籃球比賽及青年藝術創作等項目。[47]
- 6月13日，香港灣仔區各界協會宣布將舉辦「香港特別行政區成立25周年慶典」活動，市民可以於7月1日可免費乘搭4條小巴路線（14M、21A、21M、30)。[48]
- 6月13日，中西區各界慶典委員會舉行新聞發佈會，表示將和香港民政事務總署和香港民政事務局合辦一系列活動內容包括於巴士、電車巡遊、電影欣賞會、郵票設計比賽、醒獅嘉年華、文藝晚會、及在多個主要地點和外牆懸掛慶祝特區成立25周年宣傳橫額等，以分享回歸喜悅和增強市民對祖國的歸屬感。[49]
- 6月15日，香港島婦女聯會舉行中華傳統文化展演「詩詞歌賦頌中華 灣區麗影耀香江」活動，行政長官林鄭月娥及中央駐港機構派官員出席。[50]
- 6月17日，「全港同鄉社團慶祝香港回歸祖國25周年文藝巡演」啓動禮於戲曲中心大劇院舉行，行政長官林鄭月娥、候任行政長官李家超、中聯辦副主任何靖主禮，與26家省級同鄉社團領袖及800多名市民出席活動。[51]
- 九龍東區各界聯會宣布推出共十項慶祝活動，從文創、資訊科技等出發，打卡、團聚、藝文將是活動的主軸。活動包括：中國風特色船「東龍號」免費導賞團、製作 3D 錯視藝術壁畫等。[52]
- 6月25日，屯門各界協會與屯門民政事務處舉行「屯門各界慶祝香港特別行政區成立25周年活動啟動禮暨抗疫義工嘉許禮」，除了慶回歸，亦向抗疫義工致以感謝。[53]
- 6月27日，香港南區各界慶祝香港回歸祖國25周年活動籌備委員會、南區民政事務處於香港仔海濱公園廣場舉行「南區慶祝香港特別行政區成立25周年光影藝術展覽亮燈儀式暨綜合表演」。籌委會亦安排來往香港仔及鴨脷洲的免費坐街渡活動，讓活動得以與民同樂。[54]
- 6月28日，香港各界慶典委員會回歸系列活動啟動禮於維園舉行，慶委會宣布將安排宣傳開蓬巴士和的士車隊，在啟動禮後走訪港九新界。在維多利亞公園一連六日，亦有免費開放的展覽及打卡位置，另設電影欣賞會及回歸美術展等慶祝活動。展覽內容則圍繞香港過去25年的情和事，又以國旗區旗為題，象徵新時代變遷，表達香港在回歸及《國安法》訂立後，得到國家伸出援手，經濟民生越趨繁榮穩定。[55]
- 香港東區區各界協會和筲柴各界慶祝香港回歸祖國25周年籌備小組聯合籌辦「慶祝香港回歸祖國25周年-情懷廿五載」熊貓花燈展覽。展覽於6月27日至7月10日期間在柴灣舉行並開放予公眾免費參觀及拍攝。[56]
- 新界北區各界慶祝香港回歸祖國活動委員會亦聯合香港單車協會舉辦「飲水思源、共慶回歸」慶祝香港回歸祖國25周年單車騎行暨大合唱活動。[56]

### 民間個人/團體主辦

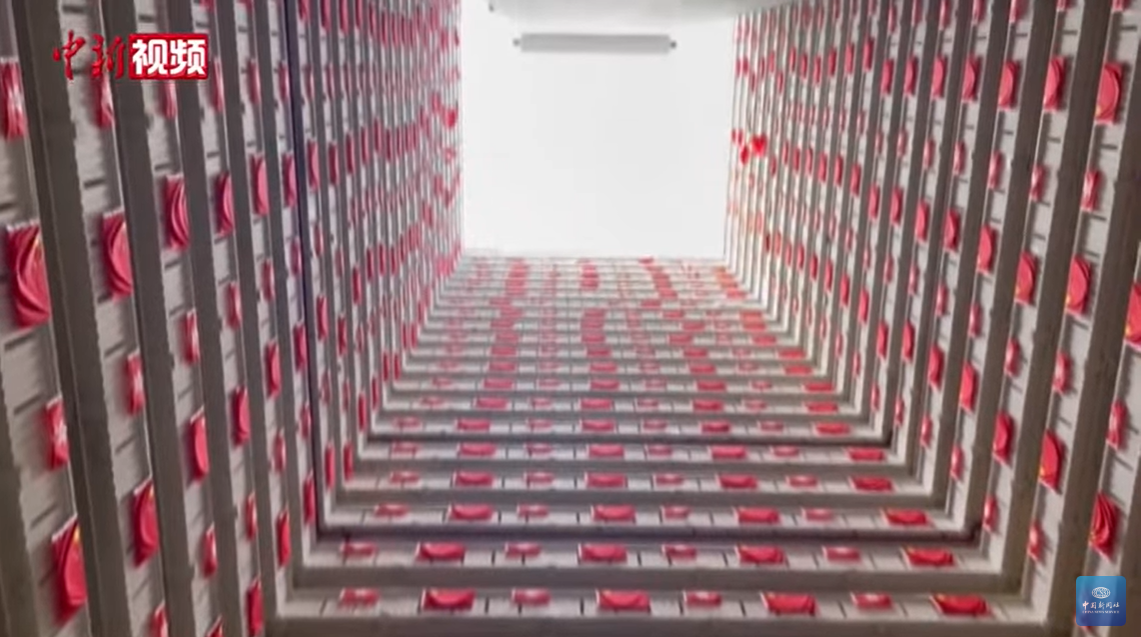
2022年6月24日，坪石邨內大天井圍欄掛滿國旗及區旗，變成一片旗海。不過到26日晚上移除

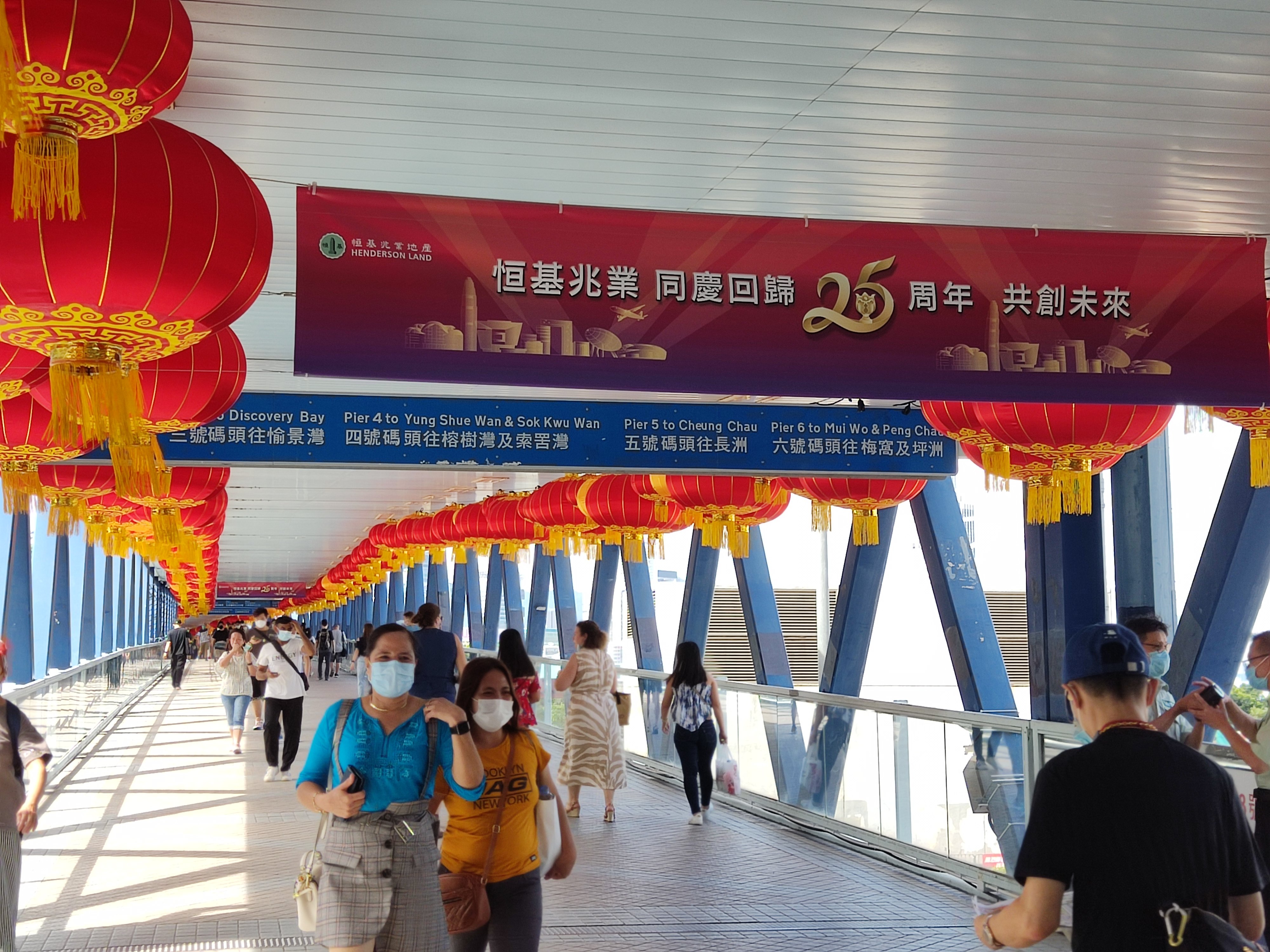
中環往天星碼頭的行人天橋兩旁掛滿了紅燈

- 6月11日，由香港賽馬會贊助，香港帆船運動總會統籌，香港遊艇會主辦的「香港特別行政區成立25周年回歸帆船賽」在維多利亞港舉行，89支船隊約500名帆手參賽，時任財政司司長陳茂波擔任主禮嘉賓並主持啟航儀式。[57]
- 6月12日，民政事務局、香港中聯辦青年工作部及青少年抗疫連線共同主辦、中華全國青年聯合會秘書處舉行「抗疫表彰嘉許禮青年專場暨慶祝香港回歸25周年青年系列活動啟動禮」，共136個團體與217位青年獲得嘉許並獲頒感謝狀，以鼓勵及表揚他們積極參與防疫抗疫活動。[58]
- 新界居民架設大型花牌，在傳達祝福的同時，宜促進香港傳統手藝傳承和文化保育。[59]
- 香港21個省級同鄉社團聯合主辦「同鄉社團青年千人快閃慶回歸」活動，以表達出自己的「愛國、愛港情懷」。[60]
- 港九新界多地(如觀塘坪石邨、金鐘香港政府總部外天橋、尖沙咀海港城)出現大量慶回歸裝飾，和以國旗和區旗組成的旗海，節日氣氛較往年濃厚。[61]不過到同月26日先後發生疑遭塗污及盜走事件後，警方將事件列侮辱國旗及盜竊案處理，到同日晚上有居民發現中年男女將各樓層的國旗及區旗移除，但沒有解釋原因。[62]有記者拍攝收旗期間亦被互助委員會成員隨即上前意圖阻礙。而九龍東潮人聯會會長楊育城接受《大公報》採訪表示該會負責掛旗活動，並獲得房屋署批准。[63]
- 為慶祝回歸25周年，香港漁民團體聯會於6月28日組織「感恩奮進，共譜新篇」海上巡遊。25架漁船組成5個方陣，由慶祝號、感恩號、祝福號、奮進號、灣區號5 艘領頭船又帶領四架船在維港巡遊，船隊巡遊會經過維港兩岸，供市民打卡。而碼頭上有支持者揮動國旗、區旗慶祝。[64]
- 在香港回歸祖國25週年紀念日來臨之際，澳門點亮“祝福香港 明天更好”的巨幅字幕，用這一方式表達對香港美好的祝福，凝聚著澳門各界對未來的期許，期待港澳兩個特別行政區能夠緊密聯動，在融入國家發展大局的更廣闊舞台上追夢、築夢、圓夢。對香港充滿信心。[65]
- “紮作大王”夏中建和的一所內地學校的20位學生，以及香港的在囚青年合力製作13.3米高及9米闊的中式巨型吊掛花燈慶回歸，該花燈在香港中環皇后像廣場亮燈，花燈設計揉合了中華文化節慶元素及香港近年的美好回憶。花燈已打破香港早前最巨型吊掛花燈的世界紀錄，並將於7月至10月期間繼續展示。[66][67]
- 為慶祝回歸25周年及國慶73周年，屯門青山灣於10月2日舉行龍舟比賽，禰補端午節因疫情取消的比賽。但比賽其間，第3號賽艇因為技術問題，導致船頭撞向第4號賽艇的船尾，相關受害者被撞後瘋狂對第3號賽艇說粗言穢語，而第3號賽艇的參賽者被大會取消資格。[68]

### 由內地個人/團體/組織舉辦
- 與香港比鄰的深圳，街頭慶回歸氣氛濃厚，大街小巷、各主要道路、口岸、機場、　車站、商圈等公共場所的LED大屏都亮起慶祝香港回歸的口號。除外，6月28日至7月1日在深圳福田中心區一带亦舉行慶祝香港回歸祖國25周年燈光秀。[69]
- 7月1日，中國內地多個城市(如上海、廣州、濟南等)舉行燈光秀，慶祝香港回歸25週年。[70]
- 7月2日，香港中文大學（深圳）和香港中文大學將聯合舉辦「同根同源·共創未來 慶祝香港特別行政區成立25周年文藝雲匯演」。[71]
- 7月3日，「今朝更好看──慶祝香港回歸祖國25周年藝術名家作品展」 作品展由紫荊文化集團於天際100舉辦，並由香港各界文化促進會和廣東省文學藝術界聯合會聯合主辦。20多位書法國畫大師，包括齊白石、林風眠、傅抱石、吳冠中等人的作品將亮相，作品皆屬二十世紀中國美術史上的經典之作。[72][73]

### 由商界主辦

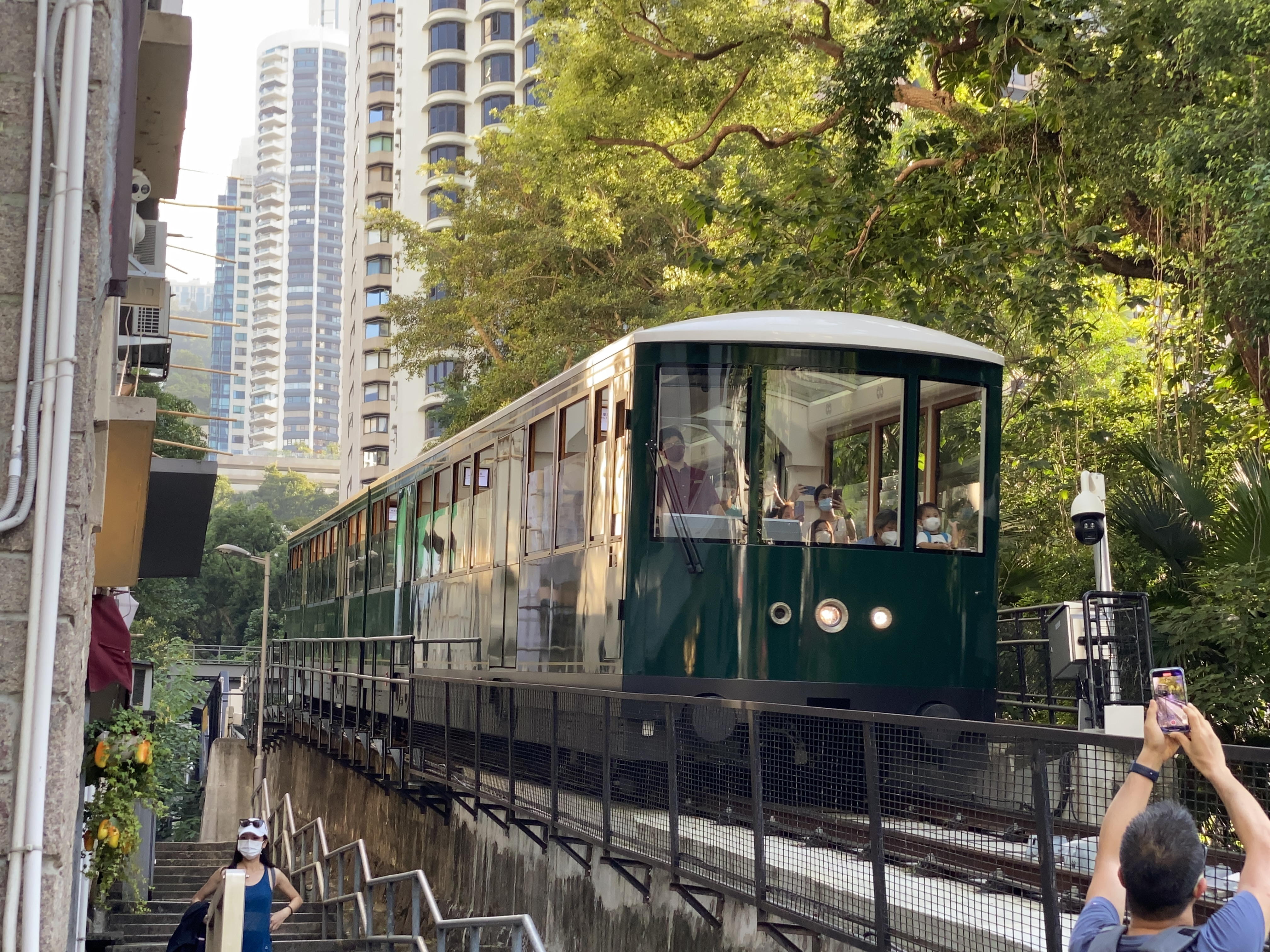
第6代纜車車廂採用綠色設計

- 港鐵宣布將連續三星期每星期送出二萬五千份豐富獎品和節扣優惠；而港鐵亦和康文署合辦「港鐵載遇恐龍創意繪畫比賽 2022」，優秀作品將在九個地鐵站展出。[74]
- 新渡輪宣布送出合共1,000張乘船贈券，讓市民大眾於2022年7月1日免費乘搭旗下的港內線或離島渡輪，共慶回歸。[75]
- 富裕小輪宣布7月1日當天，為所有市民提供免費乘船日，當日市民可免費乘坐「北角-觀塘-啟德」渡輪航線，以分享香港回歸祖國的歡愉氣氛。[76]
- 香港希慎集團在希慎廣場門口設置“和昌盛華 利園花開”藝術裝置，寓意花開燦爛吉祥，為城市增添紅火的氣氛，亦裝點銅鑼灣鬧市的日夜。[77]
- 為慶回歸，新鴻基地產宣布推出多項活動，與市民一起「慶回歸、同攜手、開新篇」。集團將在環球貿易廣場、新鴻基中心，以及與信和集團合作發展的中環廣場三棟標誌性大廈佈置回歸25週年祝賀燈飾。除外，該集團亦支持十多項慶祝活動。[78]
- 山頂纜車宣布8月27日當天，第6代山頂纜車開始投入服務，同時大幅加價，以及將花園道站改稱中環總站。[79]為慶回歸，山頂纜車推出「感謝香港通行證」和「超級粉絲套裝」。

### 由海外華人港僑團體主辦

#### 美国
- 美國時間6月11日，美國南加州港澳之友會舉辦「慶祝香港回歸25周年」大會，僑民共約500人到場參加。中國駐洛杉磯總領事館副總領事李春林、蒙特利公園市議員饒影凡、加州49區眾議員方樹強以及當地政府官員有出席。[80]
- 美國時間7月1日，紐約多個閩籍社團日前在曼哈頓華埠舉辦慶祝香港回歸25周年活動，並回看了1997年的回歸交接儀式；主辦方表示，香港回歸25年來取得的成就，在世界有目共睹，香港的成功與發展離不開中國大陸的支持，往後應繼往開來，集結團結力量。[81]
- 美國時間7月1日，美國華商總會在舊金山華埠花園角廣場舉辦慶祝「香港回歸祖國25周年」系列活動，舉行升旗儀式和香港回歸祖國25周年圖片展覽。中國駐舊金山總領事館總領事張建敏、主任楊雪峰、領事莊元元、華商總會會長孫志雄、駐美中華總會館總董黃中華、舊金山灣區中國統一促進會理事長池洪湖等灣區僑胞僑領代表共同出席。[82]

## 文藝、電視作品

### 人民日报
- 名人訪談微紀錄片《你好，香港》
- 雲歌會《我们的紫荆花》[83]（与电影频道联合出品）
- 歌曲《祝福》（翻唱叶倩文歌曲，周深主唱）（与中国移动咪咕联合出品）

### 新华社
- 音乐专辑《同心圆》及歌曲《同心圆》（杨千嬅主唱）（和中国唱片集团合作）[84]
- 歌曲《你好香港》（王一博主唱）[85]

### 中央廣播電視總台
為慶祝香港回歸祖國25週年，中央廣播電視總台推出的專題片、紀錄片、MV、廣播劇包括：
- CCTV-1：電視劇《獅子山下的故事》（27集）[87]
- CCTV-1：专题片《香江永奔流》（5集）
- CCTV-9：纪录片《见证香港故宫》（2集）[88]
- CCTV-9：紀錄片《空中看香港》[89]
- CCTV-13（与网易云音乐联合出品）：歌曲《紫荆花盛开》（李荣浩、梁咏琪合唱）
- CNR-大灣區之聲：主题歌曲《我们会更好》（孙楠、谭维维、容祖儿、陈伟霆合唱）
- CNR-大灣區之聲：广播剧《香江兄弟》
- CGTN：專題節目 “Hong Kong, 25 years on” （中文：揚帆再啟航）[90]
- CGTN：直播節目 "Hong Kong Story" [91]
- CGTN：紀錄片 "Hong Kong, a View from the Air"（中文：空中看香港）[92]

另外，中央廣播電視總台旗下CGTN紀錄片頻道（CGTN Documentary）及大灣區之聲將於7月1日在香港正式落地。CGTN紀錄片頻道將在港台新電視頻道「港台電視34」直播，而大灣區之聲將在FM 102.8MHz、港台網站及手機應用程式播放。

### 广东广播电视台
- 庆祝香港回归祖国25周年·金曲展播[95]
- 歌曲《共创新篇》（Supper Moment主唱，与粤港澳大湾区青年总会联合出品）

### 深圳廣播電影電視集團
- 專題系列节目《庆回归 创未来》[96]
- 专题片《我的四分之一世纪》[97]
- 歌曲《深愛》（由林曉峰獻唱）[98]

### 無綫電視
為慶祝香港回歸祖國25週年，電視廣播有限公司推出《香港回歸25周年獻禮》戲劇及綜藝節目：

#### 劇集
- 《回歸光影頌》[100]
  - 我的驕傲
  - 究竟天有幾高
  - 母親的乒乓球
  - 神奇的燈泡
  - 曙光
  - 回歸

#### 音樂／綜藝節目
- 聲生不息：與湖南廣播電視台湖南衛視合作
- 香港25個第一[101]
- 那年的精彩：與優酷合作[102]
- 香港金曲頒獎典禮 2021/2022：與香港電台合作[103]

#### 單曲
- 《最牽掛的》- 由炎明熹獻唱（TVB與星夢娛樂、香港大公文匯傳媒集團、能量悅動音樂聯合出品）[104]
- 《一水兩方》- 由炎明熹獻唱（劇集《回歸光影頌》主題曲）

### ViuTV
- 為慶祝香港回歸，ViuTV於2022年6月15日發布《獅子山下》音樂短片，並由旗下男團MIRROR演繹羅文名曲《獅子山下》。影片中穿插香港運動員為港隊爭光、醫護人員抗疫、市民日常生活等片段，最後以維多利亞港畫面作結，全片長約2分15秒。[105][106][107]唯ViuTV停用留言之舉動則引來網民熱烈討論。[108]

### 香港電台
- 微電影《出發2022》[109]
- 《手錶》- 由曾比特獻唱（微電影《出發2022·手錶》單元插曲）[110]
- 跨媒體音樂匯演《紫荊花開》[111]
- 香港金曲頒獎典禮 2021/2022：與無綫電視合作

### 香港開電視
- 外購電視劇《獅子山下的故事》（27集）（粵語版）[112]

### 其他
- 歌手林二汶推出新歌《中華·頌》，並參與作詞及MV監製，賀七一回歸。[113]
- 歌手陳偉霆推出新歌《盛開的年華》，賀七一回歸。[114]
- 銀都機構、英皇電影、寰亞電影及天下一電影聯合推出電影《一樣的天空》，紀念回歸25週年。電影主題曲為《追夢者們》 （页面存档备份，存于）。[115]

## 反應

### 中国大陸
- 中華人民共和國外交部：外交部發言人趙立堅在例行記者會上回應記者提問時表示：香港回归25年来，香港居民依法享有的民主权利和自由得到充分保障；他認為七国集团没有任何资格充当人权“教师爷”，更无权把人权当做干涉别国内政的政治工具。[116]
- 人民日報：人民日報以署名「任仲平」發表《白雲過山峰明珠煥新彩——寫在香港回歸祖國25周年之際》評論文章，文章指出香港在25年來經歷了許多風雨挑戰，一國兩制在香港的實踐，取得舉世公認的成功。除外，文章亦表示，香港經濟持續蓬勃發展，國際金融、航運、貿易中心地位不斷鞏固，香港居民享有前所未有的民主權利和自由，各項民生事業大幅改善，認為香港社會正氣上揚、市民愛國真情流露，人心思穩、人心思定、人心思治，「求穩定、謀發展」是主流民意，「同為香港開新篇」成為強烈共識。[117][118]
- 環球時報：大陸官媒環球時報發佈社論，指過去25年，見證了香港與祖國的休戚與共，並提到3年前發生的修例風波為香港面臨最嚴峻的局面。在以中共中央總書記習近平同志為核心的黨中央審時度勢，中央政府及時出台《港區國安法》並完善特區選舉制度，令香港「由亂到治、由治及興。」[118][119]

### 香港
- 民主建港協進聯盟：民建聯表示，習近平的講話鼓舞人心，具有高瞻遠矚的指導作用，有力地消除了各種對香港前景的誤解，進一步鞏固了香港社會各界團結向前的信心。 [120]。該黨亦認為「一國兩制」的前景是美好和廣闊的，「一國兩制」的實踐必將取得更大成功，香港一定可為實現中華民族偉大復興作出新的更大貢獻。[121]
- 香港工聯會：工聯會熱烈歡迎和感謝習近平總書記出席典禮並對香港的期許，相信能激勵香港社會各界團結一心，推動「一國兩制」事業行穩致遠；並希望在「愛國者治港」的大原則下，新一屆特區政府在行政長官李家超的帶領下將迎來新景象，促進香港良政善治，讓長期困擾香港的各類深層次矛盾和問題將能得到有效解決。[122]
- 新民黨：新民黨主席、香港立法會議員、行政會議成員葉劉淑儀在文匯報發表社論，認為「一國兩制」整體已成功落實，香港維持單獨的經濟、金融、稅務、司法等制度，資本主義社會和港人生活方式基本不變。唯深層次問題（如房屋不足、經濟放緩）仍須解決。但她深信相信香港在國家全力支持下，把握新田科技城項目的機遇，搞好經濟與創科，好好融入大灣局發展，年輕人將有更好的出路，一起開創香港的下一個25年。[123]
- 香港經濟民生聯盟：經民聯副主席梁美芬認為「一國兩制是和平的偉大事業」，而「一國兩制」充分體現國當代領導人的政治胸襟與智慧，為香港繁榮安定奠下穩固基礎，為人類和平樹立了典範。[124]
- 自由黨：自由黨表示，國家主席習近平的重要講話充分顯示對香港的關心和關愛；對於習近平重申「『一國兩制』沒有任何理由改變，必須長期堅持」，為香港特區日後發展打下了一支重大強心針，亦釋除部分人對香港的疑慮。自由黨認為只要香港能積極發揮「一國兩制」下的優點，鞏固國際金融、航運、貿易中心地位，保持普通法制度，必定能夠繼續對國家作出重大貢獻。 [125]
- 民主黨：香港民主黨發表《香港回歸25周年立場書》，表示對「一國兩制」的落實與期望，與北京的中央政府有很大差異，但該黨仍然相信，「一國兩制」、「港人治港」、「高度自治」是最切合香港實際情況的安排。[126]而民主黨主席羅健熙在習近平發表講話後表示，民主黨一向支持在「一國兩制」框架之下發展香港，認為民主黨是「建設力量」。[127]
- 新思維：新思維主席狄志遠對習近平及中央對香港的支持表示認同，並認為香港必須在「一國兩制」框架下實踐民主制度和落實普選。而民主黨主席羅健熙在習近平發表講話後表示，民主黨一向支持在「一國兩制」框架之下發展香港，認為民主黨是「建設力量」。[127]

### 台灣
- 行政院：行政院長蘇貞昌表示「香港是好是壞，看香港人民所受的痛苦就一目了然」，認為「中國答應香港人民的，已經被世界看穿、被香港人民唾棄」，並怒嗆一國兩制根本「不堪檢驗」。[128]立委王美惠認為香港的民主早已被中国大陆政府的「極權主義」，粉碎至「蕩然無存」，表示對香港民眾的言論遭壓制感到「非常無奈與憤怒」。[129]
- 大陸委員會：陸委會指出香港的自由民主快速流逝，港人的人權法治倒退緊縮，表明中国大陆對港政策已非當年所稱之「井水不犯河水」，也在反映中共在香港實施的「一國兩制」，其本質與普世價值相扞格。[130]
- 中國國民黨：主席朱立倫表示「中華民國堅定民主、自由、人權，（而）國民黨創建中華民國，永遠捍衛民主、自由、人權，所以國民黨支持香港的民主、自由、人權，這個立場絕不改變，國民黨也希望香港越來越民主、越來越自由、越來越繁榮。」他亦指出在港版《國安法》通過後，香港民主受到嚴重打擊，並向大陸喊話：「一個極權的、威權的政府，從來不可能延續多久，人民追求自由的心，也不可能永遠箝制。國民黨會始終堅持立場，捍衛中華民國與民主自由，也聲援香港的民主自由，以及人權與法治價值。」[131]
- 民主進步黨：該黨表示中国大陆无视中英联合声明对其民主自由的承诺，对香港进行全面的威权管制，不仅证明了其对一国两制的破坏，还使治港思维与普世价值毫无交集。民进党呼吁当局立即停止破坏香港的民主价值，并会与香港站在一起，继续为人权自由和民主法治而继续努力。[132]
- 台灣民眾黨：民眾黨團表示鄧小平承諾的「一國兩制、高度自治、港人治港、現有的資本主義生活方式五十年不變」已不復見，一國兩制變調，衝擊港人原有的生活方式。唯民進黨政府大張旗鼓的高喊「撐香港」，但要付諸實際行動時，卻總是拖拖其詞、光說不練。因此對民進黨喊話，希望蔡英文能用理性的態度面對問題，用務實的方式解決港人的困境。[133]
- 親民黨：台北市副市長黃珊珊表示「一國兩制」承諾已變樣，認為「民主自由的生活方式，是我們無可退讓的底線。」[134]
- 中華統一促進黨：於7月1日在台北市信義區舉辦慶祝香港回歸25週年活動。該黨總裁張安樂表示，英殖時期的香港港督都由英國政府直接委任，而立法會選舉時直到1982年決定要回歸時，才假意開放少部分的議員名額做選舉方式產生，而區議會選舉更由全港市民普選而產生的。因此，香港人民仍保有完整的參政權以及選舉制度，徹底實現一國兩制的精神。除此之外，他認為香港經濟持續蓬勃發展，國際金融、航運、貿易中心地位不斷鞏固，香港居民享有前所未有的民主權利和自由，各項民生事業大幅改善，因此「一國兩制」在香港的實踐取得了舉世公認的成功。[135]

#### 澳門
- 澳門：行政長官賀一誠應香港行政長官林鄭月娥邀請，出席香港回歸25周年大會暨香港第六屆政府就職典禮。[136]

### 其他國家
- 新加坡：總理李顯龍向習近平發出賀信，表達最熱烈的祝賀。他在信中表示，香港特別行政區在「一國兩制」框架下，從中國大陸的成長和發展中受益，也作出了貢獻。他也表示，有信心香港在中央政府的支持下，會繼續蓬勃發展，與大陸緊密融合帶來的許多經濟機遇中受益。他亦提到新加坡與香港和中國大陸都有許多聯繫，新加坡期待繼續和香港合作，為兩地的人民創造新機遇並增強我們區域的活力。[137] 副總理兼經濟政策統籌部長王瑞杰向新任行政長官李家超發賀信，對香港回歸中國以及香港特別行政區成立25周年，表達最熱烈的祝賀。他表示，在李家超作為特首的領導下，以及在中央政府持續的強力支持下，香港在「一國兩制」的指導框架下，繼續享有安寧、穩定和繁榮。[138]新加坡外长维文于2022年G20峰会会见中国外长王毅时“祝贺中国庆祝香港回归祖国25周年，表示很高兴看到香港逐步恢复稳定，相信在新一届特区政府带领下，香港的明天会更好，各方面发展将取得更大进步。”[139]
- 巴基斯坦：總理夏巴兹·谢里夫在推特發文，向習近平表達最誠摯的祝賀，表示香港是成功推行“一國兩制”的完美典範。[140]
- 英國：首相鮑里斯·強森發表講話，強調英國不會放棄香港，並會繼續確保中國遵守對香港的承諾，包括港人治港的政策。[141]
- 美國：國務卿布林肯發聲明，指在「一國兩制」框架下，香港與中央政府顯然不再把民主參與、基本自由與傳媒獨立視為承諾一部分，而《港區國安法》過去兩年「侵蝕香港自治」，「破壞港人自由和權利」，批評有官員「散播不實訊息」，指控外國勢力煽動示威，只為剝奪對港人的承諾。[142]
- 澳大利亞：外交部長黃英賢發表聲明稱支持香港繁荣稳定的是“自由”，澳洲仍「深切關注」香港權利自由和自治正持續遭侵蝕。她亦認為國安法被廣泛應用來逮捕或施壓支持民主人士、反對派團體、媒體、工會和公民社會，對此表示關注。[143][144][145]

## 爭議
- 香港記者協會指至少10名記者及攝影人員因「保安理由」而被拒絕採訪七一升旗禮及新一屆政府宣誓儀式。當中包括《香港01》、《南華早報》、《明報》、now新聞台；攝影記者包括《大公報》、《經濟日報》、「香港01」及無綫電視，而政府部門的新聞處及香港電台亦遭拒批。而早前日本朝日新聞、台灣中央社、加拿大《環球郵報》、大型圖片通訊社Getty Images、本地網媒Hong Kong Free Press、香港獨立媒體等未獲得准許報名採訪。[146]新聞行政人員協會批評七一採訪安排極混亂，深感遺憾，認為是嚴重損害公眾知情權。[147] 對此，全國人大前常委范徐麗泰表示，如果當局只是要求另派其他記者，而並非不容許記者採訪，看不到會影響新聞自由；她亦批評一些西方傳媒及不友善勢力抹黑香港。而基本法委員會前副主任梁愛詩表示不相信有傳媒黑名單；而身兼行會成員的立法會議員林健鋒則認為，領導人出席典禮應屬最高規格，有更嚴格要求屬正常，但不評論個別事件。[148][149]
- 工聯會成員指當局要求「閉環」時間開始後才接到邀請參與活動，有關安排造成無法達到防疫要求而無法出現，認為安排混亂。民建聯立法會議員梁熙亦指有黨友以為自己不獲邀出席，到6月30日早上才接獲通知可入住酒店接受「閉環」管理。而政府發信件時出現中英文不對照及流出電郵地址事件，形容「咁小事都搞唔掂」。[150]
- 有網民發現香港回歸25週年晚會歌手李克勤和周深的演出，被發現為2020年參與內地節目的片段。負責播放晚會的無綫暫時未有回應，而李克勤所屬的英皇娛樂表示播放該片段為大會安排。[151]
- 6月28日，社民連主席陳寶瑩表示有義工及友人被警方國安處約談，之後表示七一當日將不會有任何示威活動。到兩日後，她表示自己在內的6名成員（黃浩銘、吳文遠、曾健成、周嘉發和余煒彬）受到警方跟蹤監視，當中6月29日更被國安上門持手令搜查。他們被帶往警署後均提醒「七一不要有示威行動」。陳寶瑩指出這是社民連成立以來第一次無法在七一請願。[152]
- 警方表示由6月29日至7月1日進行保安行動共拘捕4名男子，年齡介乎25歲至42歲。涉及罪名包括「刑事毀壞」、「藏有攻擊性武器」、「在公眾地方造成阻礙」及「小型無人機在限制飛行區以內的飛行並沒有獲得所需許可」。[153]

## 外部鏈接
- 慶祝香港特別行政區成立25周年-主页 （页面存档备份，存于）
- HKSAR25 香港特區25周年（Facebook專頁） （页面存档备份，存于）
- HKSAR25 香港特區25周年（Youtube頻道） （页面存档备份，存于）
- HKSAR25 香港特區25周年（Instagram帳號）